# Muzeum Stylu Zakopiańskiego
Willa Koliba. Muzeum Stylu Zakopiańskiego – placówka muzealna mieszcząca się w willi „Koliba”. Jeden z oddziałów Muzeum Tatrzańskiego w Zakopanem. 

## Historia

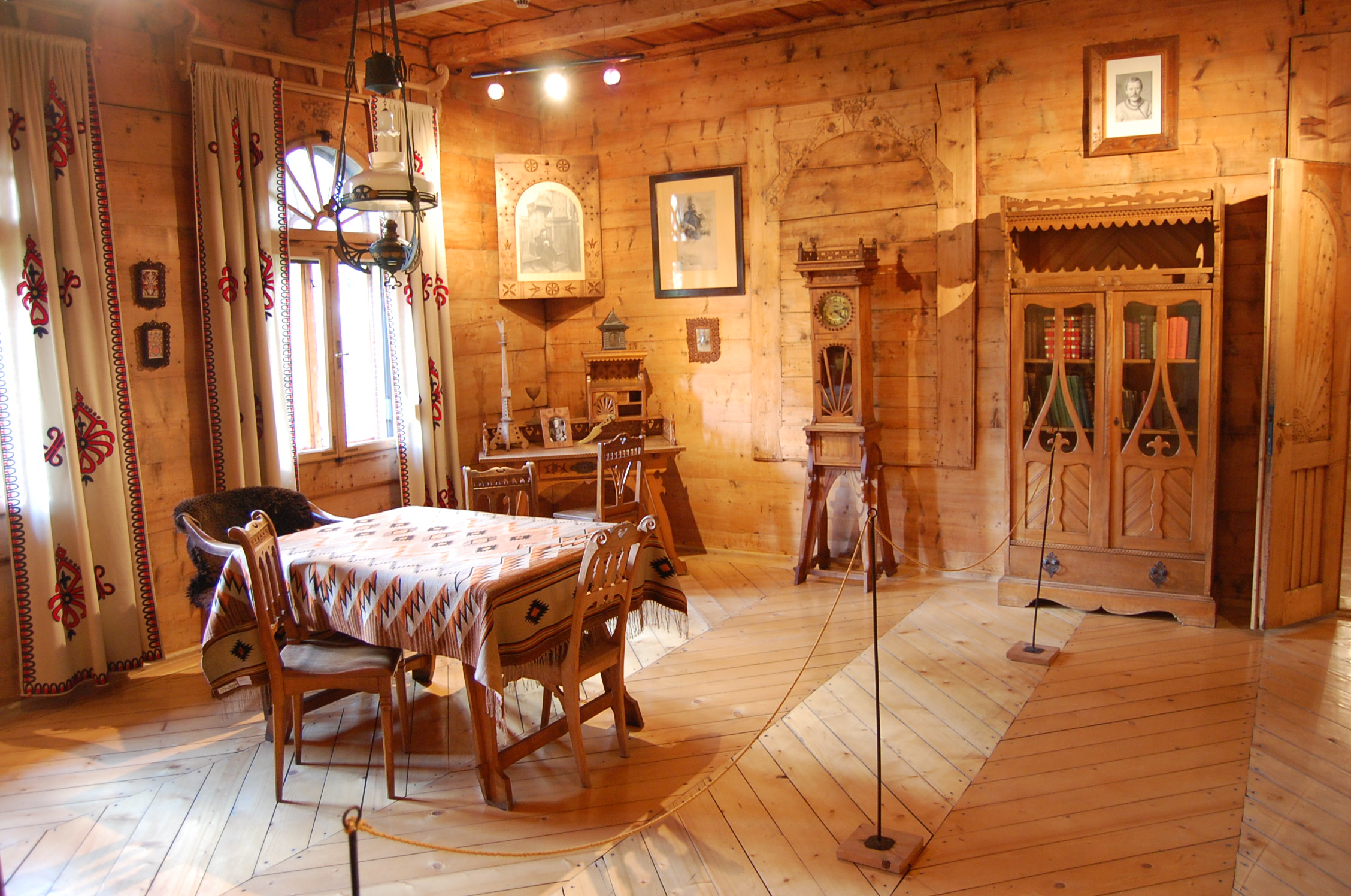
Jedno z pomieszczeń w muzeum

Siedzibą muzeum jest willa „Koliba”, która pierwotnie została zbudowana dla miłośnika góralszczyzny Zygmunta Gnatowskiego. Gnatowski zmarł w 1906 tuż przed śmiercią sprzedając willę. Kolejni właściciele nie doceniali walorów budynku i nie dbali o willę. Podczas II wojny światowej w willi urzędowało Hitlerjugend, okres ten willa przetrwała bez większych zniszczeń. Po wojnie w willi znajdował się m.in. dom wypoczynkowy i dom dziecka. W 1981 willa została opuszczona i zaczęła powoli popadać w ruinę. W 1984 willę z otaczającym terenem przejęło Muzeum Tatrzańskie. Muzeum przeprowadziło remont zabezpieczający budynek a następnie remont o charakterze konserwatorskim i rekonstrukcyjnym. Przyszłe muzealne wnętrza aranżował wybitny artysta Władysław Hasior. Willa została ostatecznie udostępniona zwiedzającym w 1994 jako Muzeum Stylu Zakopiańskiego, oddział Muzeum Tatrzańskiego. W pomieszczeniach w najstarszej części willi urządzono, zgodnie z ich pierwotnymi funkcjami: salon, jadalnie, sypialnie oraz pokój pierwszego właściciela Gnatowskiego. W pozostałych pomieszczeniach eksponowane oryginalne eksponaty reprezentujące styl zakopiański (wiele z nich zostało zaprojektowane przez samego Stanisława Witkiewicza).